# 安坑軽軌
安坑軽軌（あんこうけいき、正体字: 安坑輕軌、アンコンチンクイ、英文表記: Ankeng Light Rail）は、台湾新北市新店区内を結ぶ新北捷運のライトレール方式の路線で、台湾のライトレールでは高雄市の環状軽軌、同じ新北市の淡海軽軌に次ぐ3例目となる。新店区内の新興住宅地である安坑地区の交通事情改善に寄与する。

## 概要
新北市政府捷運工程局（旧新北市政府捷運工程処）が整備し、新北捷運公司が運営を担う全線がライトレール方式の捷運路線。
二叭子植物園付近の安泰路より、塗潭山と南勢角山に挟まれた丘陵地帯麓に新設されたバイパス道路である安坑一号道路（安一路）の中央に確保された用地上を東西方向に進み、安捷路を経て安和路付近で高架上を走行、十四張地区で環状線の駅と接続する総延長約7.67kmの路線。
起点駅手前の安坑1号道路と安泰路との交差点北東側に車両基地が設置される。安坑機廠については実現可能性調査（F/S、可行性研究）案ではK4駅付近とK1駅付近の2案があり、周辺の勾配などを鑑み前者が単層4.6ヘクタール、後者が半地下2層の3.7ヘクタールとなっていた。総合計画案になってからは都心に近い前者は用地取得の難易度とコストから見送られ、その結果機廠までを含む路線延長は7.83kmから7.67kmに短縮された:(4-1)。

## 沿革
- 2013年
  - 5月20日 - 行政院経済建設委員会で捷運安坑線のF/S通過[4]。
  - 7月1日 - 行政院でF/S審査通過[5]。
- 2014年
  - 11月11日 - ライトレールとの共用区間である安坑1号道路で起工式典[6]。
- 2015年
  - 5月18日 - 国家発展委員会で総合計画の審議通過。当年度中の着工と7年の工期[7]。
  - 6月8日 - 行政院で総合計画通過[8]。
- 2016年
  - 3月3日 - 安坑軽軌土木工程の入札で、国内ゼネコンの新亞建設が落札。総額66億6,600万台湾ドル[9]。
  - 3月28日 - 落札業者と正式契約、4月着工予定[10][11]。
  - 4月6日 - 起工[12]。
  - 5月18日 - 玫瑰城駅以西の併用区間である安坑1号道路第2段階延伸区間が着工式典[13]。
  - 10月19日 - 中国鋼鉄グループが総額14.16億台湾ドルで機電工程（車両、軌道、通信）の優先交渉権を獲得[14][15]。
- 2017年
  - 3月 - 当路線が行政院のインフラ投資政策である前瞻基礎建設計画のリストに組み込まれた。
  - 8月31日 - 併用軌道区間の計画道路（安祥路支線）が「安捷路」として開通[16]。
  - 9月6日 - 中国鋼鉄、機電工程通信制御部門でフランスのタレスグループと契約[17][18]。
  - 12月6日 - 駅名が正式決定（英語表記は未定）[19]。
- 2018年9月3日 - 安坑1号道路と一体化したトンネルが貫通[20]。
- 2021年10月、安坑機廠での列車構内試験を開始[21]。
- 2022年
  - 1月5日 - 本線上での性能試験開始[22]。
  - 2月19日 - 本線地上区間での試運転開始[23]。
  - 7月29日 - 高架区間を含めた全区間での試運転開始[24]。
  - 11月7日 - 連続7日間の試運転で法定監査申請に必要な99%をクリア[25]。
  - 12月11日 - 市政府による初回監査実施[26]。過去に実施された既存路線の環状線や淡海軽軌（緑山線および藍海線）などの監査日程を鑑み、この時点で本路線の2022年内開業は困難となった[27]。
  - 年末 - 開業予定[23]。
- 2023年
  - 1月14日 - 交通部による最終監査が実施され、開通前の必須6項目を含む計29項目の要改善事項が指摘された[28]。これにより、旧正月（1月22日）連休期間中の開業も事実上不可となった[29]。
  - 1月30日 - 新北市政府は上記要改善事項の対処を完了し、交通部に営業許可申請[30]。
  - 2月2日 - 交通部、営業許可を承認[31]。
  - 2月10日 - 全線プレ開業（13時より運行開始。3月12日までの31日間は10-18時のみ運行、IC利用に限り無料）[32]。
  - 3月6日 - 運行時間帯を終日（6-24時）に拡大し、通常ダイヤとなる[33][34]。
  - 3月13日 - 運賃収受開始、正式開業[32]。

## 運賃
| 双城 |            |            |              |              |              |              |              |              |
| 20   | 玫瑰中国城 | 玫瑰中国城 | 玫瑰中国城   | 玫瑰中国城   | 玫瑰中国城   | 玫瑰中国城   | 玫瑰中国城   | 玫瑰中国城   |
| 20   | 20         | 台北小城   | 台北小城     | 台北小城     | 台北小城     | 台北小城     | 台北小城     | 台北小城     |
| 20   | 20         | 20         | 耕莘安康院区 | 耕莘安康院区 | 耕莘安康院区 | 耕莘安康院区 | 耕莘安康院区 | 耕莘安康院区 |
| 20   | 20         | 20         | 20           | 景文科大     | 景文科大     | 景文科大     | 景文科大     | 景文科大     |
| 20   | 20         | 20         | 20           | 20           | 安康         | 安康         | 安康         | 安康         |
| 20   | 20         | 20         | 20           | 20           | 20           | 陽光運動公園 | 陽光運動公園 | 陽光運動公園 |
| 25   | 25         | 20         | 20           | 20           | 20           | 20           | 新和国小     | 新和国小     |
| 25   | 25         | 25         | 25           | 20           | 20           | 20           | 20           | 十四張       |

## 車両

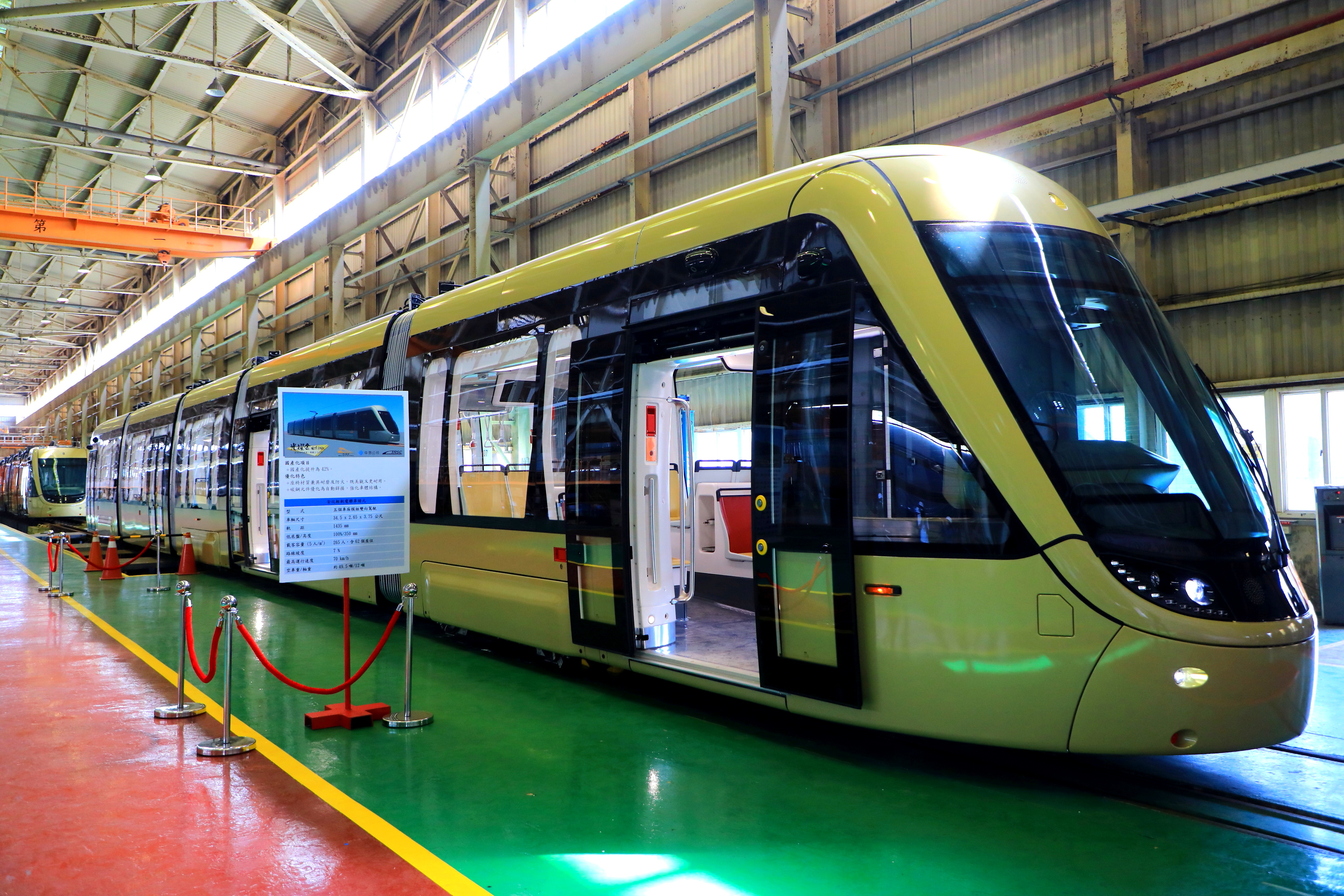
安坑軽軌電車

2017年4月26日、中国鋼鉄と傘下の台湾車両公司が機電・車両部門で新北市政府と正式契約。車両は淡海軽軌と同型の低床連節車15編成が採用されることになった。

## 駅一覧
| 駅番号 | 駅名           | 駅名           | 駅名                                        | 駅間 キロ | 累計 キロ | 構造 | 接続路線          | 所在地 | 所在地 |
| 駅番号 | 日本語         | 繁体字中国語   | 英語                                        | 駅間 キロ | 累計 キロ | 構造 | 接続路線          | 所在地 | 所在地 |
| ------ | -------------- | -------------- | ------------------------------------------- | --------- | --------- | ---- | ----------------- | ------ | ------ |
|        | 安坑機廠       | 安坑機廠       | Ankeng Depot                                | -0.470    | -0.470    |      |                   | 新北市 | 新店区 |
| K1     | 双城駅         | 雙城站         | Shuangcheng                                 | 0.00      | 0.00      | 地上 |                   | 新北市 | 新店区 |
| K2     | 玫瑰中国城駅   | 玫瑰中國城站   | Rose China Town                             | 0.620     | 0.620     | 高架 |                   | 新北市 | 新店区 |
| K3     | 台北小城駅     | 台北小城站     | Taipei Xiaocheng                            | 0.669     | 1.289     | 地上 |                   | 新北市 | 新店区 |
| K4     | 耕莘安康院区駅 | 耕莘安康院區站 | Cardinal Tien Hospital Ankang Branch        | 0.520     | 1.809     | 地上 |                   | 新北市 | 新店区 |
| K5     | 景文科大駅     | 景文科大站     | Jinwen University of Science and Technology | 0.660     | 2.469     | 地上 |                   | 新北市 | 新店区 |
| K6     | 安康駅         | 安康站         | Ankang                                      | 1.345     | 3.814     | 高架 |                   | 新北市 | 新店区 |
| K7     | 陽光運動公園駅 | 陽光運動公園站 | Sunshine Sports Park                        | 0.860     | 4.674     | 高架 |                   | 新北市 | 新店区 |
| K8     | 新和国小駅     | 新和國小站     | Xinhe Elementary School                     | 1.425     | 6.099     | 高架 |                   | 新北市 | 新店区 |
| K9     | 十四張駅       | 十四張站       | Shisizhang                                  | 1.097     | 7.196     | 高架 | 台北捷運： 環状線 | 新北市 | 新店区 |

### 註釈
1. ↑  綜合計画報告書に準拠[3](pp（8-9）-（8-19）)